# Konflikty zbrojne w historii Wietnamu

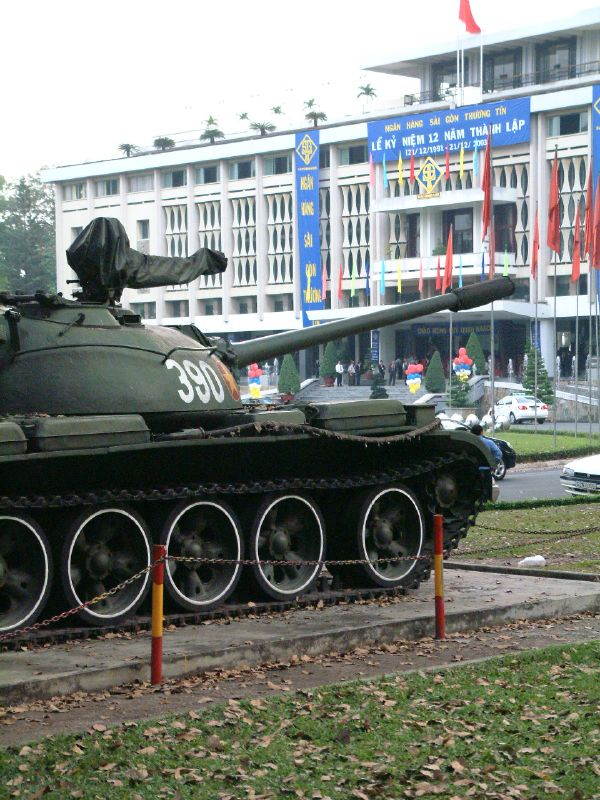

Lista konfliktów zbrojnych w dziejach Wietnamu w układzie chronologicznym i podziale na okresy.
Legenda:
     zwycięstwo
     klęska
     konflikt nierozstrzygnięty lub wynik sporny
     konflikt trwający

## Wykaz konfliktów

### Starożytność
| Czas       | Konflikt                  | Strona 1        | Strona 2  | Rezultat                  |
| ---------- | ------------------------- | --------------- | --------- | ------------------------- |
| 111 p.n.e. | Chiński podbój Nanyue     | Nanyue          | Chiny Han | podbój Nanyue przez Chiny |
| 40–43      | Powstanie sióstr Trưng    | ludy Kinh i Yue | Chiny Han | stłumienie powstania      |
| 248        | Powstanie Triệu Thị Trinh | lud Kinh        | Wu        | stłumienie powstania      |

### Średniowiecze
| Czas      | Konflikt                             | Strona 1     | Strona 2             | Rezultat                                          |
| --------- | ------------------------------------ | ------------ | -------------------- | ------------------------------------------------- |
| 938       | Bitwa nad rzeką Bạch Đằng            | lud Kinh     | Południowe Han       | zwycięstwo - koniec panowania chińskiego          |
| 944–968   | Okres dwunastu watażków              | 12 watażków  | 12 watażków          | Đinh Bộ Lĩnh pierwszym cesarzem Wietnamu          |
| 981       | Bitwa nad rzeką Bạch Đằng            | Đại Cồ Việt  | Chiny Song           | zwycięstwo Đại Cồ Việt                            |
| 982       | Walki z królestwem Czampy            | Đại Cồ Việt  | Czampa               | zwycięstwo Đại Việt                               |
| 1044      | Walki z królestwem Czampy            | Đại Cồ Việt  | Czampa               | zwycięstwo Đại Việt                               |
| 1069      | Walki z królestwem Czampy            | Đại Việt     | Czampa               | zwycięstwo Đại Việt                               |
| 1075–1077 | Wojna chińsko-wietnamska (1075–1077) | Đại Việt     | Chiny Song           | zwycięstwo Đại Việt                               |
| 1257–1258 | Najazdy mongolskie na Wietnam        | Đại Việt     | Wielki Ułus Mongołów | zwycięstwo Đại Việt - skuteczna obrona kraju      |
| 1284–1285 | Najazdy mongolskie na Wietnam        | Đại Việt     | Yuan                 | zwycięstwo Đại Việt - skuteczna obrona kraju      |
| 1287–1288 | Najazdy mongolskie na Wietnam        | Đại Việt     | Yuan                 | zwycięstwo Đại Việt - skuteczna obrona kraju      |
| 1406–1407 | Wojna chińsko-wietnamska (1406–1407) | Đại Việt     | Chiny Ming           | zwycięstwo Chin - zależność od dynastii Ming      |
| 1418–1427 | Powstanie Lê Lợia                    | Wietnamczycy | Chiny Ming           | zwycięstwo powstańców - odzyskanie niepodległości |

### Nowożytność
| Czas      | Konflikt                          | Strona 1                                | Strona 2                | Rezultat                                                                                                 |
| --------- | --------------------------------- | --------------------------------------- | ----------------------- | --- |
| 1516–1521 | Powstanie chłopskie Trần Cao      | siły cesarskie                          | powstańcy               | stłumienie powstania                                                                                     |
| 1627–1672 | Walki wewnętrzne możnych          | klan Trịnh                              | klan Nguyễn             | destabilizacja państwa                                                                                   |
| 1769–1773 | I wojna syjamsko-wietnamska       | Đại Việt                                | Syjam                   | porażka Wietnamu                                                                                         |
| 1771–1802 | Powstanie Taysonów                | bracia Tây Sơn                          | klan Nguyễn             | destabilizacja państwa - przejęcie władzy przez Taysonów w 1778 - przejęcie władzy przez Nguyễnów w 1802 |
| 1785      | Bitwa pod Rạch Gầm-Xoài Mút       | Đại Việt (bracia Tây Sơn)               | Syjam · Kambodża        | zwycięstwo Taysonów                                                                                      |
| 1788–1789 | Bitwy pod Ngọc Hồi i Đống Đa      | Đại Việt (bracia Tây Sơn)               | Cesarstwo chińskie      | zwycięstwo Taysonów                                                                                      |
| 1831–1834 | Wojna syjamsko-kambodżańska       | Kambodża · Cesarstwo Wietnamu           | Syjam                   | zwycięstwo Kambodży i Wietnamu                                                                           |
| 1833–1835 | Powstanie Lê Văn Khôia            | Cesarstwo Wietnamu                      | powstańcy               | stłumienie rebelii                                                                                       |
| 1841–1845 | Wojna syjamsko-wietnamska         | Cesarstwo Wietnamu                      | Syjam                   | traktat pokojowy                                                                                         |
| 1858–1862 | Francuska kolonizacja Kochinchiny | Cesarstwo Wietnamu                      | II Cesarstwo Francuskie | traktat pokojowy                                                                                         |
| 1883–1886 | Kampania francuska w Tonkinie     | Cesarstwo Wietnamu · „Czarne flagi”     | Francja                 | zależność kolonialna od Francji                                                                          |
| 1884–1885 | Wojna chińsko-francuska           | Cesarstwo chińskie · Cesarstwo Wietnamu | Francja                 | traktat pokojowy - uznanie francuskiego protektoratu                                                     |

### Współczesność
| Czas      | Konflikt                                | Strona 1                             | Strona 2                                       | Rezultat                                               |
| --------- | --------------------------------------- | ------------------------------------ | ---------------------------------------------- | ------------------------------------------------------ |
| 1930      | Powstanie w Yên Bái                     | Wietnamczycy                         | Francja - Indochiny Francuskie                 | stłumienie powstania                                   |
| 1930–1931 | Powstanie Nghệ-Tĩnh                     | Wietnamczycy                         | Francja - Indochiny Francuskie                 | stłumienie powstania                                   |
| 1940      | Japońska kampania w Indochinach         | Indochiny Francuskie                 | Japonia                                        | klęska Indochin - okupacja kraju przez Japonię         |
| 1945      | Rewolucja sierpniowa                    | Việt Minh                            | Indochiny Francuskie · Japonia                 | sukces rewolucji - odzyskanie niepodległości           |
| 1946–1954 | I wojna indochińska                     | DR Wietnamu · Việt Minh · Pathet Lao | Francja · Królestwo Laosu                      | zwycięstwo DR Wietnamu - konferencja genewska          |
| 1955–1975 | Wojna wietnamska (II wojna indochińska) | DR Wietnamu · Vietcong               | Stany Zjednoczone · Wietnam Południowy · i in. | zwycięstwo Wietkongu i DR Wietnamu                     |
| 1978–1979 | Wojna kambodżańsko-wietnamska           | Wietnam · Kambodżańska Partia Ludowa | Czerwoni Khmerzy                               | zwycięstwo Wietnamu - obalenie tzw. Czerwonych Khmerów |
| 1979      | Wojna chińsko-wietnamska                | Wietnam                              | Chiny                                          | de facto zwycięstwo Wietnamu - status quo ante         |